# Buxetroldia
Buxetroldia — рід грибів родини Halosphaeriaceae. Назва вперше опублікована 1997 року.

## Класифікація
До роду Buxetroldia відносять 1 вид:
- Buxetroldia bisaccata